# Dawno temu w Chinach 3
Dawno temu w Chinach 3 (W Polsce wyświetlany również pod tytułem "Pewnego razu w Chinach 3") – hongkoński film przygodowy z 1993 r. z Jetem Li w roli chińskiego mistrza wschodnich sztuk walki Wong Fei-hunga.
W 1994 roku film otrzymał nominację do Hongkońskiej Nagrody Filmowej za najlepszy montaż.
W brytyjskiej wersji filmu ocenzurowano czterosekundową scenę upadku koni.

## Obsada
- Jet Li jako Wong Fei-hung
- Rosamund Kwan jako Yee
- Max Mok jako Leung Foon
- Hung Yan-yan jako Grzmiąca Stopa
- John Wakefield jako Tomanovsky
- Lau Shun jako Wong Kei-ying
- Chiu Chin jako Chiu Tin-bak
- Wong Tak-yan jako Yan

## Fabuła
Czasy Dynastii Qing. Chiny coraz mocniej odczuwają wpływy zachodnich mocarstw, które ograniczają ich suwerenność. Aby przywrócić narodową dumę i zaprezentować chińskie sztuki walki, cesarzowa Cixi oraz gubernator Li Hongzhang postanawiają zorganizować konkurs tańca.
W tym samym czasie do Pekinu przyjeżdża Wong Fei Hung w towarzystwie swojej ukochanej Yee oraz ucznia Leung Foona. Na stacji spotykają rosyjskiego dyplomatę Tumanowskiego, który poznał Yee na studiach w Wielkiej Brytanii, a teraz ku rozdrażnieniu Wonga, zaczyna się do niej zalecać. Kiedy później docierają do siedziby Stowarzyszenia Kantońskiego, dowiadują się, że ojciec Wonga, Wong Kei-ying został zaatakowany przez mistrza sztuk walki Chiu Tin-baka i jego lokaja Grzmiącą Stopę. Ponieważ nie doznał poważniejszych ran postanawia udzielić synowi oraz jego narzeczonej swojego błogosławieństwa.
Tymczasem w tajemnicy przed Wongiem Leung Foon i jego kolega, dla żartu zapisują się na konkursu tańca. Ponieważ rozdrażniają Grzmiącą Stopę dochodzi między nimi do utarczki. W jej wyniku Foon przypadkowo wypuszcza rozjuszone konie, które druzgoczą nogi przeciwnika. Chiu Tin-baka uznaje, że w tej sytuacji jest on już bezużyteczny, więc go porzuca, ale mistrz Wong lituje się nad nim i zabiera do swojego domu. Grzmiąca Stopa, który początkowo jest wrogo nastawiony do Wonga z czasem nabiera do niego przekonania i ostatecznie zostaje jego uczniem.
Z kolei Yee dzięki kamerze otrzymanej od Tumanowskiego przypadkowo odkrywa spisek na życie gubernatora Hongzhanga. Dowiaduje się też, że jednym z konspiratorów jest sam Tumanowski. Informuje o tym Wonga, który przyłącza się do konkursu, by powstrzymać próbę morderstwa. W finałowej rundzie Wong pokonuje Chiu Tin-baka w walce o złoty medal, a Tumanowski zostaje zastrzelony przez innego Rosjanina, który od dawna podejrzewał go o szpiegostwo na rzecz Japończyków.